# Парфитт, Рик
Ричард «Рик» Джон Парфитт (англ. Richard John Parfitt; OBE, 12 октября 1948, Уокинг — 24 декабря 2016, Марбелья) — британский рок-музыкант, получивший наибольшую известность как вокалист, автор песен и ритм-гитарист группы Status Quo.

## Ранние годы
Родился в семье страхового агента, который любил выпить и поиграть в карты. Мать работала в кондитерской. В возрасте 11 лет Парфитт научился играть на гитаре.

## Музыкальная карьера
Парфитт познакомился с Фрэнсисом Росси когда тот играл в группе The Spectres (позднее была переименована в Traffic Jam). Группе был нужен второй вокалист и её менеджер — Пэт Барлоу — пригласил Парфитта на это место. В 1967 году Traffic Jam сменила название на Status Quo. В ноябре 1967 года группа выпустила свой дебютный сингл «Pictures of Matchstick Men». Слава пришла к группе в 1972 году, после выхода в свет альбома Piledriver.
Парфитт и Росси были единственными членами группы, остававшимися в её составе на протяжении всей её истории. Парфитт написал некоторые из главных хитов группы, иногда в соавторстве с клавишником Энди Бауном («Whatever You Want», «Again and Again» и «Rain»). По данным на 2016 год, по всему миру было продано около 128 млн альбомов Status Quo.

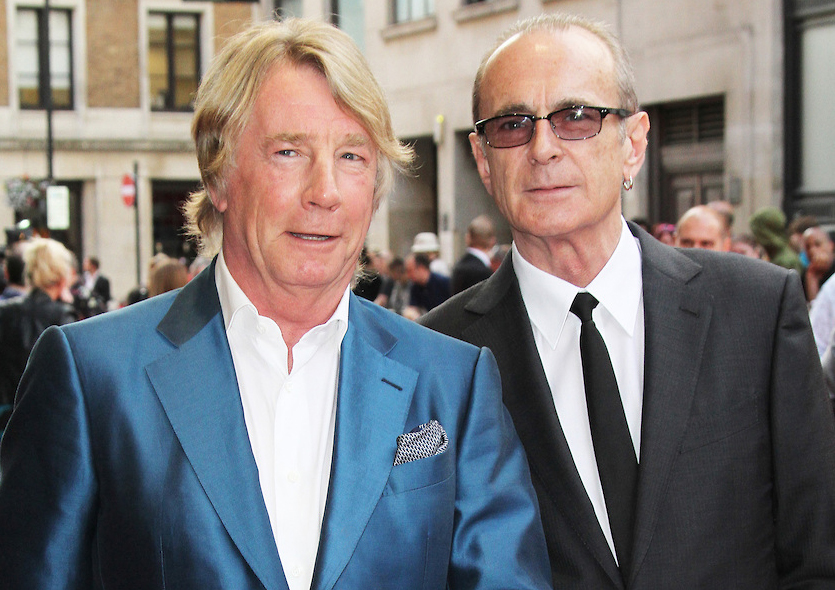
Парфитт и Росси в 2013 году

В 2010 году Парфитт и Росси стали офицерами Ордена Британской империи (OBE).

## Болезнь и смерть
В 1997 году Парфитт пережил сердечный приступ и операцию на сердце. После этого врачи предупредили его, что он может умереть в любой момент, если не поменяет свой образ жизни. В декабре 2011 года Парфитт пережил второй сердечный приступ и снова был прооперирован. В августе 2014 года в Австрии, во время концертного тура по Европе, Парфитт пережил третий сердечный приступ. Он снова был прооперирован. После этого он наконец-то смог бросить курить и пить. На тот момент он ежедневно выпивал бутылку вина и выкуривал около 30 сигарет. 14 июня 2016 года, после концерта в Анталье (Турция), Парфит пережил инфаркт и был доставлен в больницу, где в течение нескольких минут пребывал в состоянии клинической смерти.
24 декабря 2016 года Парфитт умер в больнице в Испании. Причиной смерти послужила острая инфекция, появившаяся после травмы плеча.